# مارلين فراي
مارلين فراي (بالإنجليزية: Marilyn Frye)‏ هي فيلسوفة وكاتِبة وأستاذة جامعية أمريكية، ولدت في 1941 في تلسا في الولايات المتحدة.